# James Latimer Allen
James Latimer Allen, né le 7 février 1907 à New-York, et mort en 1977, est un photographe américain lié au mouvement artistique et culturel  afro-américain dit de la Renaissance de Harlem.

## Biographie
James Latimer Allen est né le 7 février 1907 à New-York, de Virginia Allen, une couturière émigrée des îles Vierges britanniques en 1900, et d'un père non identifié.

## Œuvres
- A dancerof the east[2]
- Mara-Mara[2]
- Richard B. Harrison[2]
- Still life[2]

## Expositions
- 1928 : Carnegie Institute, Pittsburgh[2]
- 1929, 1930 : Rotherham Salon, Londres[2]
- 1929, 1931, 1933 : Harmon exhibition[2]
- 1933 : National Gallery of Art[2]
- 1934 : PWAP exhibit[2]
- 1934-1935 : Harmon Foundation-College Art Assn. Touring Exhibition[2]
- 1936 : Texas Centennial Exposition[2]

## Récompenses
- 1931 : Harmon Commission Prize[2]
- 1933 : Commission on Race Relation Prize[2]

## Pour approfondir